# Wilhelm Georg Rapp

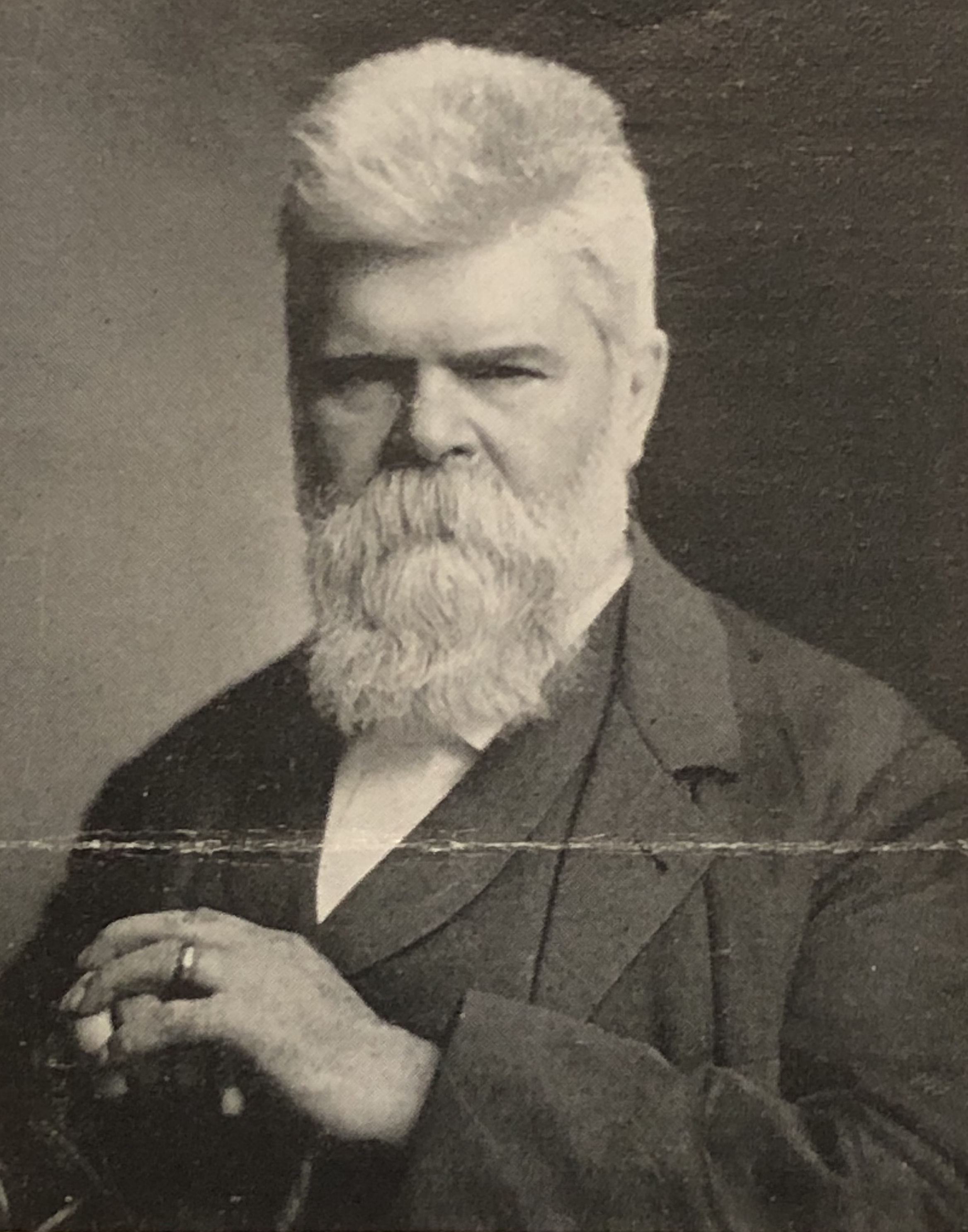
Wilhelm Georg Rapp

Wilhelm Georg Rapp (* 14. Juli 1827 oder 14. Juli 1828 in Lindau (Bodensee); † 1. März 1907 in Chicago) war ein deutsch-US-amerikanischer Schriftsteller und Journalist.

## Leben
Wilhelm Georg Rapp war ein Sohn des evangelischen Pfarrers und Verfassers von Gedichten Georg Rapp (1798–1868) und dessen Gattin Augusta Rapp. Zuerst bildete er sich am theologischen Seminar in Blaubeuren aus und studierte dann Theologie an der Universität in Tübingen. Während seines Studiums wurde er 1845 Mitglied der burschenschaftlichen Verbindung Nordland Tübingen (der heutigen Studentenverbindung Normannia Tübingen). Damals begeisterte er sich leidenschaftlich für die freiheitliche Bewegung von 1848/49 und besuchte als Präsident des demokratischen Tübinger Volksvereins im Mai 1849 die Reutlinger Volksversammlung. Bei dieser Gelegenheit trat er für eine Vereinigung der Revolutionäre von Württemberg und Baden ein und beabsichtigte, für eine politisch freie und geeinte deutsche Nation zu kämpfen. Im Juni 1849 zog er mit etwa 50 Tübinger Studenten und Arbeitern der badischen revolutionären Regierung zu Hilfe, floh aber vier Wochen später nach dem Zusammenbruch des Unternehmens in die Schweiz und gab an der Privatschule in Ilanz Unterricht. Während eines heimlichen Besuchs bei seinen Eltern in Trossingen wurde er im Januar 1851 verhaftet und musste mehr als ein halbes Jahr in der Festung Hohenasperg einsitzen. Doch wurde er in einem Gerichtsverfahren wegen Hochverrats freigesprochen und siedelte im Sommer 1852 in die Vereinigten Staaten über.
Ab Herbst 1853 redigierte Rapp in Cleveland die Turnzeitung und kam in den Vorstand des Turnerbundes. Im Herbst 1857 übernahm er die Leitung des Baltimore Wecker, die er in entschieden republikanischem Sinn führte. Beim Ausbruch des Amerikanischen Bürgerkriegs im April 1861 stand er auf der Seite der Unionisten und entkam nur knapp einem Lynchmob von Anhängern der Südstaaten. Eilig verließ er Baltimore, kam mit US-Präsident Abraham Lincoln in Kontakt und zog nach Chicago. Er arbeitete seit 1862 als Mitherausgeber der Illinois Staats-Zeitung und drückte seine Ablehnung der Sklaverei aus. Nach dem Ende des Bürgerkriegs wurde er 1866 wieder Redakteur des Baltimore Wecker. 1870 wirkte erfolgreich für den Fonds, der für die deutschen Verwundeten in Amerika zusammengebracht wurde. Im folgenden Jahr begrüßte er die Gründung des Deutschen Reichs. Er ließ sich dann von Anton Caspar Hesing, dem Herausgeber der Illinois Staats-Zeitung, überreden, ab Januar 1872 wieder für dieses Journal in Chicago zu arbeiten und folgte Hermann Raster nach dessen Ableben (24. Juli 1891) als Chefredakteur.
Rapp setzte sich sowohl in der Öffentlichkeit als auch in seinen Werken für den Erhalt des Deutschtums in Amerika ein. Hauptsächlich seiner kräftigen Leitung verdankten die Deutschen in Illinois und Wisconsin ihren 1890 errungenen Sieg für ihre Sprache und Schule. 1895 wurde Rapp Vorsitzender des deutschen Bürgerbundes und er war auch einer der Gründer der Deutsch-amerikanischen historischen Gesellschaft von Illinois. Der seit 1869 mit Gesine Budelmann verheiratete Journalist starb 1907 in Chicago.

## Werke
- Die Selbstbiographie Thomas Jeffersons, Präsident der Vereinigten Staaten von Amerika, Übersetzung, 1853
- Illustrierte Geographie von Nord- und Südamerika, 1855
- Erinnerungen eines Deutsch-Amerikaners an das alte Vaterland. In Reden und Briefen, Chicago 1890